# Mahasena theivora
Mahasena theivora är en fjärilsart som beskrevs av Dudgeon 1905. Mahasena theivora ingår i släktet Mahasena och familjen säckspinnare. Inga underarter finns listade i Catalogue of Life.